# Doppelte Verneinung
Eine doppelte Verneinung kann grundsätzlich zwei verschiedene Bedeutungen haben. Als rhetorische Figur (siehe auch: Litotes) ist es effektiv eine Bejahung, wie auch in der Logik.
In vielen Sprachen stellt die doppelte Verneinung allerdings eine Bekräftigung der Verneinung dar (man spricht dann von 'negativem Concord'). In der deutschen Sprache (auch in der Umgangssprache) ist sie als Bekräftigung der Verneinung (außer in Dialekten und wenigen festen Redewendungen) praktisch verschwunden und wird selten gebraucht. In anderen Sprachen stellt sie in diesem Sinne die normale grammatische Form der Verneinung dar oder ist eine von mehreren normalen Möglichkeiten der Verneinung.

## Doppelte Verneinung im Hochdeutschen als Bejahung
Doppelte Verneinung kann im Deutschen im Zusammenhang mit Adjektiven auftauchen:
- Er ist nicht untalentiert. bedeutet, dass die Bezugsperson Talent hat.

Auch in Nebensätzen ist sie gebräuchlich:
- Es ist nicht wahr, dass ich das nicht gesehen habe. bedeutet, dass der Sprecher das entsprechende Ereignis mitbekommen hat.

- Er hatte kein Interesse, die Hausaufgaben nicht zu machen. bedeutet, dass der Sprecher die Hausaufgaben sehr wohl machen wollte.

Ähnlich gestaltet ist das Beispiel:
- Nur weil man paranoid ist, bedeutet das ja noch nicht, dass sie nicht trotzdem hinter einem her sein können. Wenn man die doppelte Verneinung hier auflöst, bleibt als Bedeutung: Sie können hinter einem her sein, oder aber es ist ungewiss, ob sie hinter einem her sind.

Bei graduellen Begriffen kann die doppelte Verneinung Nuancen ausdrücken. Der Sprecher macht so eine abgeschwächt positive Aussage oder vermeidet, eindeutig Stellung zu beziehen:
- Ich bin nicht unglücklich. schließt ein: Unglücklich bin ich nicht, aber auch nicht glücklich.

Bei binären Begriffen ist eine doppelte Verneinung dagegen nicht sinnvoll:
- Statt Ich bin nicht unschwanger ist allein Ich bin schwanger gebräuchlich.

## Doppelte Verneinung im Hochdeutschen als Verneinung
Die doppelte Verneinung findet in lyrischen Texten als Bekräftigung Verwendung:
- So warm wie der Hans hat's niemand nicht (aus: Christian Morgenstern: Die drei Spatzen, siehe unten) ist zu lesen als: „So warm wie der Hans hat's wirklich niemand.“
- Keine Liebschaft war es nicht, Ulrike von Levetzow's Kommentar über die ihr nachgesagte Erwiderung von Goethes Liebe.[2]

Darüber hinaus sind Formen wie:
- Das macht kein Mensch nicht.
- Ich kenne niemand nicht.

heute im Hochdeutschen veraltet und werden nur noch zur besonderen Charakterisierung eines Sprechers in wörtlicher Rede verwendet.
Gebraucht wird (im umgangssprachlichen Bereich) noch manchmal die Redewendung Nie und nimmer nicht:
- Das machst du nie und nimmer nicht. (Verstärkung der Verneinung oder äußerster Zweifel an einer Ankündigung, logisch müsste es bedeuten: das machst du immerzu und unterlässt es niemals.)
- Nie und nimmer nicht wäre ich auf diese Idee gekommen.

Auch die Rockband Ton Steine Scherben verwendete eine doppelte Verneinung in ihrem Lied Keine Macht für Niemand.

## Doppelte Verneinung in deutschen Dialekten und Regionalsprachen
In oberdeutschen Dialekten ist die doppelte Verneinung zur Verstärkung der Verneinung teilweise Standard.
- Des måcht kaa Mensch ned. (Das macht kein Mensch nicht.) bedeutet, dass kein Mensch das mache.
- I sia neana koi Heisle. (Ich sehe nirgendwo kein Haus.) bedeutet, dass der Sprecher nirgendwo ein Haus sieht.

Auch Beispiele aus mitteldeutschen Mundarten lassen sich finden, z. B. aus dem Niederschlesischen:
- Assa sog, bevor se nischt nimmer assa könna. (niederschlesisch: Essen Sie, bevor Sie nichts nicht mehr essen können.)

Im Plattdeutschen kann neben einfacher auch doppelte Verneinung stehen. Dabei muss nicht unbedingt eine Verstärkung eintreten; bei vielen Sprechern ist es die gängige Form der Verneinung:
- Un daarüm kann daar keen Minsch nich in versupen. (Und darum kann darin kein Mensch nicht ertrinken.)
- Dat will ik för keen Geld nich. (Das will ich für kein Geld nicht.)
- So een groten Barg hett he noch nienich sehn. (So einen großen Berg hat er noch nie nicht gesehen.)

Bei dem letzten Satz kommt die Form nie nich vor, die meist durchgängig im Sinne von „nie“ benutzt wird und daher auch meist zusammengeschrieben wird.

## Dreifache Verneinung in Dialekten
Ein Beispiel aus dem Hessischen oder Bairisch-Österreichischen:
- Hat kaaner kaa Messer net do? (Wörtlich: „Hat keiner kein Messer nicht dabei?“, Bedeutung: „Hat niemand ein Messer?“)

## Doppelte Verneinung in anderen Sprachen

### Englisch
In der englischen Sprache wird, anders als in der deutschen, die doppelte Verneinung genutzt, um die Negierung zu bekräftigen.
So ersichtlich auch in den folgenden Beispielen:
I shot the sheriff, but I didn't shoot no deputy (Ich habe den Sheriff erschossen, aber den Hilfssheriff habe ich nicht erschossen)   (Bob Marley)
I don't need no parachute (Ich brauche keinen Fallschirm)  (Cheryl Cole)
We don't need no water (Wir brauchen kein Wasser)  (Bloodhound Gang)
I can't get no sleep (Ich kann nicht schlafen)   (Faithless)
I can't get no satisfaction (Ich kann nicht genug bekommen)   (Rolling Stones)
This ain't nothing but a summer jam (Das ist nichts als ein Sommerspaß) (The Underdog Project)
A little party never killed nobody (Eine kleine Party brachte nie jemanden um)   (Fergie, Q-Tip & GoonRock)
We don’t need no education (Wir brauchen keine Bildung)   (Pink Floyd)

### Französisch
Die Verneinung in der französischen Sprache besteht aus zwei Wörtern, welche die konjugierte Verbform umklammern.
Je ne vais nulle part.
Wörtliche Übersetzung:
Ich gehe nicht nirgendwo hin.
Ein sehr bekanntes Beispiel ist hier der Titel Non, je ne regrette rien von Edith Piaf.
Wörtliche Übersetzung:
Nein, ich bereue nicht nichts.
Nach Verben bzw. Ausdrücken der Furcht/Angst kann im Nebensatz nach que ein ne stehen. Dieses ne drückt jedoch keine Verneinung aus. Falls der Hauptsatz verneint ist, steht nie ein ne im que-Satz. Der Gebrauch dieses ne ist fakultativ.

### Latein
Im Lateinischen bedeutet eine doppelte Verneinung grundsätzlich eine verstärkte Bejahung.
scire = wissen
nescire = nicht wissen.
non nescire = (sehr) gut wissen

### Ungarisch
Im Ungarischen ist die doppelte oder sogar mehrfache Verneinung obligatorisch, selbst in allen Dialekten (von denen es sowieso nur noch kaum welche gibt). Eine doppelte Verneinung bedeutet niemals eine verstärkte Bejahung.
'Soha semmit nem olvastam tőle"
wörtlich:
„Ich habe nie nichts von ihm nicht gelesen.“
Bedeutung:
„Ich habe nie etwas von ihm gelesen.“

### Russisch
Im Russischen ist die doppelte Verneinung der gewöhnliche Ausdruck der Verneinung und muss verwendet werden.
Я никуда не иду
(Ja nikuda ne idu)
wörtlich:
Ich gehe nirgendwo nicht hin.
Bedeutung:
Ich gehe nirgendwohin.

### Serbisch
Im Serbischen erfordert die grammatisch korrekte Form die doppelte Verneinung.

### Slowenisch
In Slowenisch ist – wie in vielen anderen slawischen Sprachen – die doppelte Verneinung eine korrekte Form, kann aber manchmal zu Mehrdeutigkeiten führen, ob das Positive oder das Negative gemeint sei.
- Ich kenne niemanden.

heißt slowenisch:
- Ne poznam nikogar.

### Sorbisch
Wie bereits unter Slowenisch angedeutet, ist auch im Sorbischen die doppelte Verneinung anzuwenden, um eine Aussage zu negieren.
Ja ničo njewěm.
wörtlich:
Ich nichts nicht weiß.

### Spanisch
Die spanische (syntaktische) Verneinung besteht aus zwei Wörtern (Adverbien), welche vor und nach der konjugierten Verbform bzw. bei Vorhandensein eines Partizips vor der konjugierten Verbform und nach dem Partizip stehen.
No he visto nada
wörtliche Übersetzung:
Nicht ich-habe gesehen nichts.
Ich habe nichts nicht gesehen.
sinngemäße Übersetzung:
Ich habe nichts gesehen.

### Italienisch
Im Italienischen ist die doppelte Verneinung oft zwingend:
Non ho visto niente/nulla
wörtlich:
Nicht ich habe gesehen nichts.
Bedeutung:
Ich habe nichts gesehen.

### Afrikaans
Auf Afrikaans wird die doppelte Verneinung mit dem Wort „nie“ gebildet, das dem deutschen „nicht“ und dem niederländischen „niet“ entspricht.
ek verstaan nie. (ich verstehe nicht)
Wenn die Verneinung nicht am Ende des Satzes steht, muss eine zweite Verneinung am Satzende angefügt werden.
ek verstaan nie alles nie. (ich verstehe nicht alles „nicht“).
Andere Formen der Verneinung werden mit den Wörtern „niemand“ (niemand), „niks“ (nichts), „geen“ (kein), „nêrens“ (nichts), „nooit“ (niemals), „geensins“ (keineswegs), „g'n“ (kein) und „nimmer“ (nie) gebildet, denen immer „nie“ am Satzende folgt.
Daar is geen nuus nie. (Es gibt keine Neuigkeiten.)
Dit het ek nog nêrens gesien nie. (Das habe ich noch nie gesehen.)
Hy het nooit sy broer vergewe nie. (Er hat seinem Bruder noch nicht vergeben.)
Niemand wou dit doen nie. (Niemand möchte das tun.)
Dit sal nooit gebeur nie. (Das wird nie geschehen.)
Ons het g'n motors op die pad gesien nie. (Wir haben keine Autos auf den Weg gesehen.)
Niemand sien niks nie. (Niemand sieht etwas.)

### Niederländisch
Wenn eine doppelte Verneinung im Niederländischen benutzt wird, wird der Sinn damit meistens bejaht.
Ik heb nooit geen dorst. (Ich habe nie keinen Durst.)
Bedeutung:
Ik heb altijd dorst. (Ich habe immer Durst.)
In dem Beispiel
Ik zou dat nooit niet doen. (Ich würde das nie nicht machen.)
wird die doppelte Verneinung als Verstärkung der Verneinung benutzt.
Bedeutung:
Ik zou dat beslist nooit doen. (Ich würde das bestimmt nie machen.)

## Verwirrung
Manchmal wird die doppelte Verneinung auch zur Verwirrung und des komischen Effektes wegen verwendet:
- Das ist nicht undumm.

Dieser Effekt wird auch durch das Stilmittel Litotes beschrieben.

## Anwendungsbeispiele (Zitate)
- Aus der Sprache der Gesetze:
§ 118 BGB zur Scherzerklärung enthält fünf in verschiedener Weise aufeinander bezogene Verneinungen, so dass er den meisten Lesern nur nach längerem Überlegen verständlich werden dürfte: Eine nicht ernstlich gemeinte Willenserklärung, die in der Erwartung abgegeben wird, der Mangel der Ernstlichkeit werde nicht verkannt werden, ist nichtig. (Verneinungen: nicht, Mangel, nicht, verkannt, nichtig)

- Aus der Sprache der Dichter (Hervorhebung nur hier):

Die drei Spatzen

von Christian Morgenstern

In einem leeren Haselstrauch

da sitzen drei Spatzen, Bauch an Bauch.

Der Erich rechts und links der Franz

und mitten drin der freche Hans.

Sie haben die Augen zu, ganz zu,

und obendrüber da schneit es, hu!

Sie rücken zusammen dicht an dicht.

So warm wie der Hans hat's niemand nicht.

Sie hör'n alle drei ihrer Herzlein Gepoch.

Und wenn sie nicht weg sind, so sitzen sie noch.
- Populärmusik:

„Claudia hat ’nen Schäferhund / den hat sie nicht ohne Grund.“
(Die Ärzte – Claudia hat ’nen Schäferhund)